# Otto Rudolf Salvisberg
Otto Rudolf Salvisberg, né le 19 octobre 1882 à Köniz (Suisse) et mort le 23 décembre 1940 à Arosa (Suisse), est un architecte suisse qui travailla entre 1905 et 1930 en Allemagne.

## Biographie
Otto Rudolf Salvisberg est fils de Rudolf, un paysan et meunier, et d'Elise Maurer. Il fait un apprentissage de dessinateur en bâtiment au technicum (de) de Bienne qu'il achève en 1904) puis étudie à Munich chez Friedrich von Thiersch.
De 1905 à 1908, Salvisberg est collaborateur du bureau Curjel & Moser à Karlsruhe, puis travaille avec différents architectes à Berlin où il ouvre un bureau en 1914. Ainsi, avec Otto Brechbühl il réalise dès 1910 des quartiers résidentiels et, avec Hugo Häring et Bruno Taut, l'ensemble résidentiel Onkel Toms Hütte (de) à Zehlendorf (entre 1926 et 1928). Avec Otto Brechbühl, il ouvre un bureau à Berne et remporta le premier prix pour l'hôpital Lory (1926-1929) qui en fait un pionnier en architecture hospitalière moderne. À Berne, il est également l'auteur de la pouponnière d'Elfenau (1929-1930) et de plusieurs instituts universitaires (1928-1931). En 1929, il est appelé à prendre la succession de Karl Moser à l'EPF de Zurich, contre l'avant-gardiste Hans Schmidt (de) et applique les principes du fonctionnalisme lors de la construction de différents bâtiments de l'EPF de Zurich de 1930 à 1935, notamment des salles de cours, laboratoire et chaufferie). À Bâle, il réalise le temple de la Première Église de la science chrétienne ainsi que, dès 1935, plusieurs immeubles de bureaux et halles de production pour la société Hoffmann-La Roche, qui lui confie aussi la réalisation de projets pour ses sites de Welwyn (près de Londres) et de Milan. Son dernier ouvrage, le Bleicherhof à Zurich, construit de 1939 à 1940, comporte une façade modulaire, devenue un modèle de l'architecture commerciale d'après-guerre.